# Приход Вознесения Иисуса Христа (Владикавказ)
Приход Вознесения Иисуса Христа — приход Римско-Католической Церкви, находящийся во Владикавказе, Северная Осетия. Административно принадлежит к Кавказскому деканату Епархии Святого Климента. Находится по адресу: улица Гаппо Баева, 14.

## История прихода
В 1864 году во Владикавказе была начата постройка католического храма, которая была закончена в 1891 году. В 1913 году новопостроенный храм Вознесения Иисуса Христа был освящён епископом Йозефом Кесслером. В 1915 году приход насчитывал 2100 прихожан, в 1917 году — 1550 прихожан. С 1911 по 1936 год настоятелем прихода был священник Антоний Червинский. В 1936 году церковь была закрыта советскими властями, о. Антон Червинский репрессирован и расстрелян. Некоторое время в храме находился радиоузел. В 2007 году церковь была окончательно разрушена. В настоящее время на её месте строится средняя школа.
В 1990-х годах началось постепенное возрождение католического прихода во Владикавказе. В 1993 году была зарегистрирована католическая община, которая приобрела частный дом, в котором сегодня находится часовня Вознесения Иисуса Христа. Приход насчитывает около 170 человек. В настоящее время идёт процесс по подготовке беатификации отца Антона Червинского в рамках программы «Католические новомученики России».

## Галерея

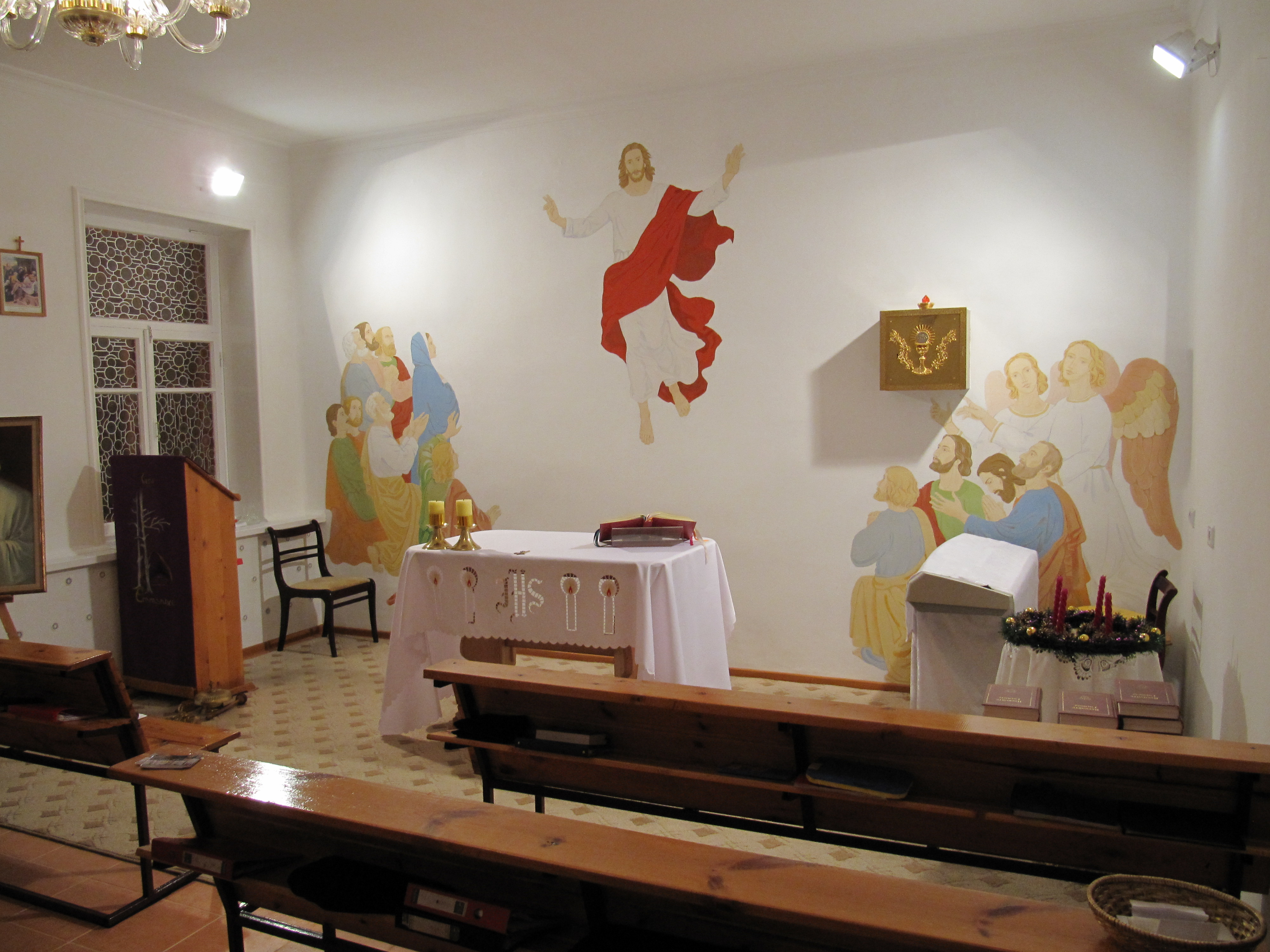
Часовня
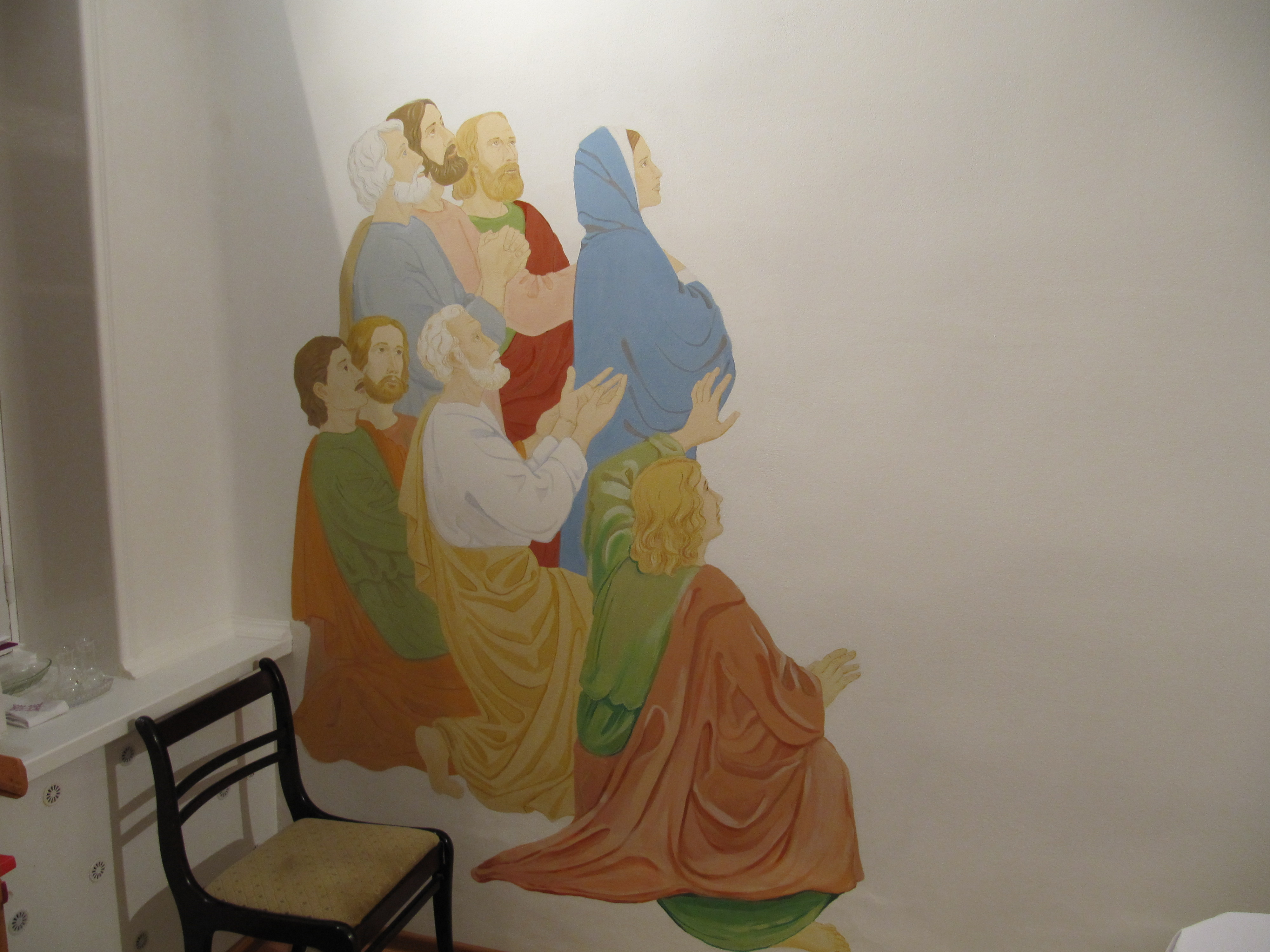
Настенная живопись